# Страчателла (сыр)
Страчателла, Stracciatella di bufala (итальянское произношение: [strattʃaˈtɛlla di ˈbuːfala]) — мягкий сыр, производимый из молока итальянских буйволиц в провинции Фоджа, расположенной в южной части итальянского региона Апулия, с использованием технологий вытягивания (pasta filata) и измельчения.

## Описание
Страчателла состоит из мелких лоскутков, отсюда его название, которое в итальянском является уменьшительным от straccia («тряпка» или «лоскуток»), что означает «маленький лоскуток». Это нежный сыр из свежего, жирного творога, белого цвета, производится круглый год, но считается, что наилучшим он получается в весенние и летние месяцы. Страчателла необычен тем, что стада буйволов и сыры, приготовленные из их молока, гораздо чаще встречаются на западной стороне Апеннин — в Лацио и Кампании.
При смешивании с густыми сливками, страчателла также используется для приготовления сыра буррата (по-итальянски «масляный») — это жирный сыр с мягкой, неоднородной структурой, который поставляется вместе с моцареллой и, как считается, первоначально был создан в начале XX века в Андрии на плато Мурджа. 
Благодаря своим вкусовым качествам, мягкие сыры обрели популярность и за пределами Италии. 
Нежные сливочные сыры, к которым относится страчателла, буррата являются натуральными продуктами и не могут храниться долго, поэтому их необходимо употреблять быстро, пока они ещё мягкие и свежие. 
Подаются к столу и как дополнение к овощам, салатам, десертам, и как самостоятельное блюдо. Перед подачей сыр можно слегка полить оливковым маслом, бальзамическим уксусом, трюфельным маслом и тп.